# Pipilo socorroensis
Pipilo socorroensis, "socorrosnårsparv", är en fågelart i familjen amerikanska sparvar inom ordningen tättingar.

## Utbredning och systematik
Fågeln förekommer endast på Socorroön utanför västra Mexiko. Den betraktas oftast som en underart av fläckig snårsparv (Pipilo socorroensis), men urskiljs sedan 2016 som egen art av Birdlife International och IUCN.

## Status
Den kategoriseras av IUCN som starkt hotad.